# Bistum Aguleri
Das Bistum Aguleri (lateinisch Dioecesis Aguleriensis) ist eine in Nigeria gelegene römisch-katholische Diözese mit Sitz in Aguleri.

## Geschichte
Das Bistum Aguleri wurde am 12. Februar 2023 von Papst Franziskus aus Gebietsabtretungen des Erzbistums Onitsha errichtet und diesem als Suffraganbistum unterstellt. Erster Bischof wurde der vormalige Weihbischof in Onitsha, Denis Chidi Isizoh.
Das Territorium des Bistums befindet sich im Bundesstaat Anambra und umfasst die Local Government Areas Anambra-West, Anambra-Ost, Oyi und Ayamelum.